# Huìyuan
Huìyuan (慧遠, anche Lúshān Huìyuan, Wade-Giles: Hui-yüan, giapponese: Eon; Yanmen, 334 – Monte Lu, 416) è stato un monaco buddista e traduttore cinese, traduttore di testi dal sanscrito al cinese..

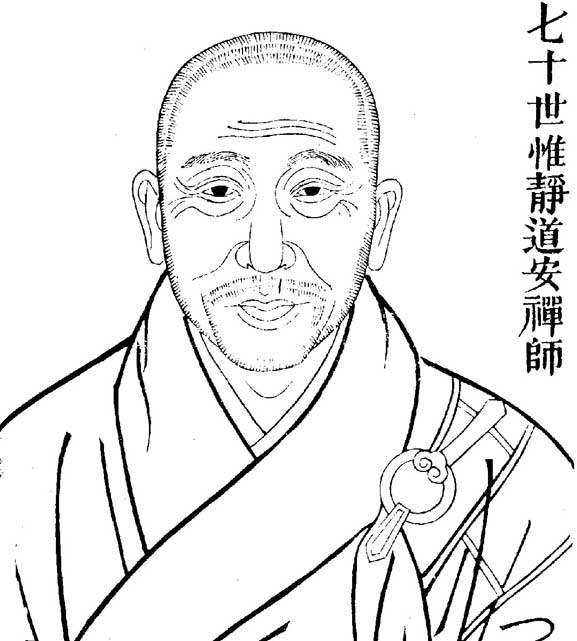
Dào'ān (道安, 312-385) il maestro di Huìyuan.

Discepolo di Dào'ān (道安, 312-385), fu il fondatore del monastero di Dōnglín (東林) sul Monte Lú (廬山) e istituì la scuola della Terra Pura, a livello formale.

## Biografie
Nacque nel 334 da una famiglia di letterati confuciani di Yanmen (provincia dello Shanxi) di nome Jia. 
Allo scopo di approfondire i classici daoisti del Lǎozǐ (老子), dello Zhuāngzǐ (莊子) e del Lièzĭ (列子), Huìyuan si trasferì, nel 347, a Xiangyang (oggi Xiangfan, provincia di Hubei), dove incontrò Dào'ān che lo introdusse alla letteratura buddista (in particolar modo ai Prajñāpāramitāsūtra) conferendogli a ventun'anni l'ordinazione monastica.
Quando l'imperatore Fú Jiān (苻堅, conosciuto anche come 世祖, Shì Zǔ, regno: 357-385) della dinastia Qin Anteriori (di etnia Di 氐) occupò nel 379 Xiangyang, allievo e discepolo si separarono: Dào'ān si trasferì verso Nord a Chang'an (provincia dello Shaanxi), mentre Huìyuan si spostò verso Sud, salendo sul Monte Lu (provincia dello Jiangxi). Alle pendici del Monte Lú Huìyuan, grazie all'interessamento di Huiyong un suo condiscepolo di Xiangyang, eresse il monastero di Dōnglín da cui non uscì più fino al giorno della sua morte, nel 416.
Sul Monte Lú, Huìyuan studiò l'Abhidharma Jñānaprasthāna śāstra (阿毘達磨發智論, pinyin: Āpídámó fāzhì lùn, testo centrale dell'Abhidharma sarvāstivāda), con Saṃghadeva (monaco sarvāstivāda originario di Khuba, oggi Kabul in Afghanistan) interessandosi egli stesso ad alcune traduzioni.
Ebbe una stretta corrispondenza con Kumārajīva che operava a Chang'an e ospitò a Dōnglín il monaco kushan Buddhabhadra.
Nel 404 replicando alla politica discriminatoria dell'usurpatore della Dinastia Jin orientale, Huán Xuán (桓玄, regno: 403-404), Huìyuan redasse lo Shāmén bùjìng wángzhě (沙門不敬王者, Il monaco non deve rendere omaggio al sovrano), ) in cui sottolineò che i religiosi non potevano essere sottomessi all'autorità temporale in quanto avevano abbandonato il mondo. Il trattato ebbe successo e fu per secoli citato nelle polemiche religiose tra i monaci buddisti e le autorità laiche.
La figura di Huìyuan godette di un'universale popolarità presso tutti i ceti cinesi i quali lo venerarono per generazioni come un grande saggio. D'altronde Huìyuan, a differenza di Dào'ān, non redasse commentari per i monaci piuttosto per i laici, utilizzando sempre concetti derivati dal Daoismo e dal Confucianesimo, metodo che se da una parte gli consentì di contribuire a diffondere il Buddismo in Cina, d'altra causò alcune confusioni sui temi propriamente buddisti che mal si prestavano ad essere presentanti con concetti di diversa estrazione culturale.
L'11 settembre 402, insieme ad altri 123 discepoli, laici e monaci, celebrò sul Monte Lu un rito di fronte al Buddha Amitābha (阿彌陀, Āmítuó) per compiere un voto collettivo teso alla rinascita a Sukhāvatī (淨土, jìngtǔ, Terra Pura). Tale rito fu ripreso dalla Società del Loto Bianco (白蓮教, Báiliánjiào) nata all'inizio del XII secolo che, unitamente a tutte le scuole cinesi e giapponesi della Terra Pura, a Huìyuan si richiamava.
Tra le altre opere gli sono attribuite: il Tanfu lun (袒服論), il Mingbao lun (明報論) e il Nianfo sanmei shijixu (念佛三昧詩集序).